# (16944) Wangler
(16944) Wangler est un astéroïde de la ceinture principale.

## Description
(16944) Wangler est un astéroïde de la ceinture principale. Il fut découvert le 20 avril 1998 à Socorro (Nouveau-Mexique) par le projet LINEAR. Il présente une orbite caractérisée par un demi-grand axe de 2,44 UA, une excentricité de 0,19 et une inclinaison de 9,9° par rapport à l'écliptique.